# Becker (Minnesota)
Becker ist eine Kleinstadt (mit dem Status „City“) im Sherburne County im mittleren Süden des US-amerikanischen Bundesstaates Minnesota. Das U.S. Census Bureau hat bei der Volkszählung 2020 eine Einwohnerzahl von 4.877 ermittelt.
Becker ist Bestandteil der Metropolregion Minneapolis–Saint Paul.

## Geografie
Becker liegt im nördlichen Vorortbereich der Städte Minneapolis und Saint Paul am linken Ufer des oberen Mississippi auf 45°23′29″ nördlicher Breite und 93°52′22″ westlicher Länge. Die Stadt erstreckt sich über 28,49 km², die sich auf 27,32 km² Land- und 1,17 km² Wasserfläche verteilen. Durch den Norden der Stadt fließt der Elk River.
Benachbarte Orte von Becker sind Clear Lake (11,7 km nordwestlich), Big Lake (13,2 km südöstlich) und Monticello (13 km südöstlich am gegenüberliegenden Mississippiufer).
Das Stadtzentrum von Minneapolis liegt 74,8 km entlang des Mississippi in südöstlicher Richtung; das Zentrum von Saint Paul, der Hauptstadt von Minnesota, befindet sich 93,3 km südöstlich.

## Verkehr

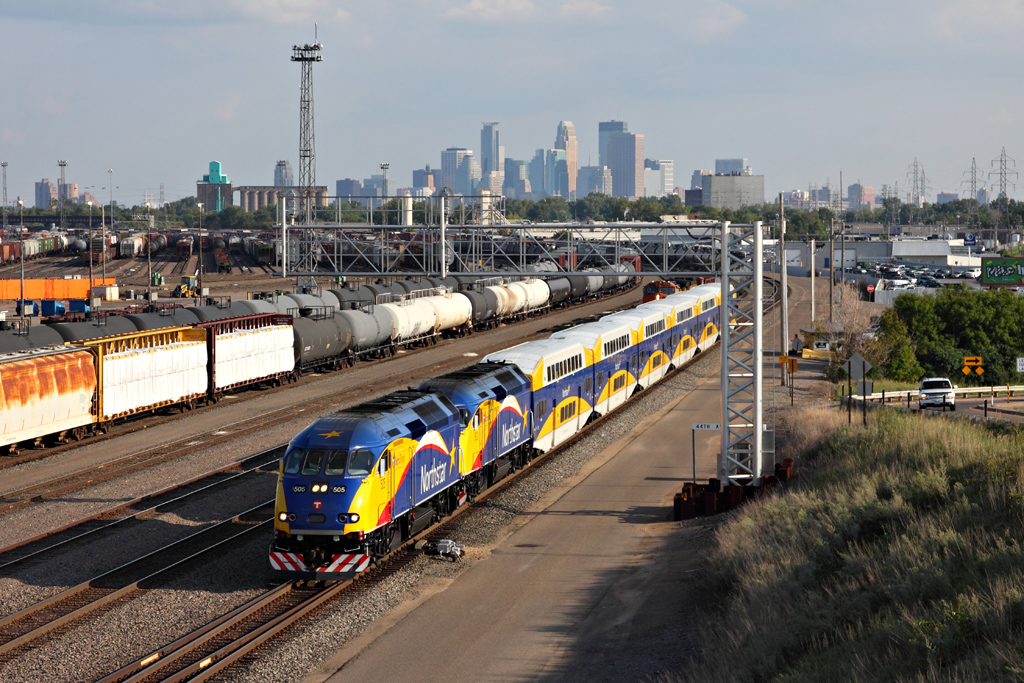
Northstar Line

Der U.S. Highway 10, der hier den Minnesota-Abschnitt der Great River Road bildet, führt parallel zum Mississippi durch Becker. Die Minnesota State Route 25 verläuft auf der gleichen Strecke durch den Ort. Alle weiteren Straßen sind untergeordnete teils unbefestigte Fahrwege sowie innerörtliche Verbindungsstraßen.
Parallel zum US 10 verläuft die geplante Erweiterung der Northstar Line. Diese für den Personenverkehr eingerichtete Eisenbahnlinie verbindet Minneapolis mit dem nördlichen Umland. Die Gleisanlagen und Wegerechte befinden sich im Besitz der BNSF Railway. In Becker wird eine Station der Linie eingerichtet.
Der nächstgelegene Flughafen ist der 98,2 km südöstlich gelegene Minneapolis-Saint Paul International Airport.

## Demografische Daten
Nach der Volkszählung im Jahr 2010 lebten in Becker 4538 Menschen in 1526 Haushalten. Die Bevölkerungsdichte betrug 166,1 Einwohner pro Quadratkilometer. In den 1526 Haushalten lebten statistisch je 2,93 Personen.
Ethnisch betrachtet setzte sich die Bevölkerung zusammen aus 96,6 Prozent Weißen, 0,5 Prozent Afroamerikanern, 0,2 Prozent amerikanischen Ureinwohnern, 0,2 Prozent Asiaten, 0,1 Prozent Polynesiern sowie 0,2 Prozent aus anderen ethnischen Gruppen; 1,6 Prozent stammten von zwei oder mehr Ethnien ab. Unabhängig von der ethnischen Zugehörigkeit waren 1,7 Prozent der Bevölkerung spanischer oder lateinamerikanischer Abstammung.
34,1 Prozent der Bevölkerung waren unter 18 Jahre alt, 56,6 Prozent waren zwischen 18 und 64 und 9,3 Prozent waren 65 Jahre oder älter. 51,8 Prozent der Bevölkerung war weiblich.
Das mittlere jährliche Einkommen eines Haushalts lag bei 64.148 USD. Das Pro-Kopf-Einkommen betrug 23.380 USD. 5,2 Prozent der Einwohner lebten unterhalb der Armutsgrenze.

## Söhne und Töchter der Stadt
- Dillon Radunz (* 1998), American-Football-Spieler